# 岩城貞隆
岩城 貞隆（いわき さだたか）は、安土桃山時代から江戸時代前期にかけての大名。伊達政宗、岩城常隆は従兄弟にあたる。

## 生涯
天正11年（1583年）、佐竹義重の三男として生まれる（曾祖父は岩城重隆）。天正18年（1590年）、岩城常隆が病死したため家督を継いだ。豊臣秀吉からも岩城氏の家督継承を認められ磐城平12万石を安堵された。
慶長5年（1600年）の関ヶ原の戦いでは当初は東軍方についたが、兄の佐竹義宣の命に従って上杉景勝征伐に参加しなかったため、戦後の慶長7年（1602年）に義宣と共に処分を下された。佐竹家は減封で済んだが、貞隆は全ての所領を没収された。この不当な仕打ちに対して、貞隆は義宣に挙兵まで促したが拒絶された。貞隆は室の実家の相馬家が再興したことに希望を見出し、自らも岩城家再興を願うべく江戸に登って浅草で浪人し、再興運動に尽瘁、飯野八幡宮に度々祈願した。領土召し上げに伴い、多くの家臣が離散したが、『岩城貞隆浅草御浪人中随身諸士名元覚』（1625年）にある四十二士が我が身を省みず随従した。
土井利勝の内意を受け、徳川家康に再興を嘆願した結果、本多正信の組となり300人扶持となる。慶長20年（1615年）、大坂夏の陣で正信に従って従軍し、戦功を挙げたため、元和2年（1616年）に信濃国中村に1万石を与えられ、大名として復帰した。貞隆の次兄・義広が当主であった蘆名氏の一族と伝わる天海も貞隆を援助して斡旋を行い、岩城家再興に寄与したという。関ヶ原の戦い後は齟齬を来していた義宣とも実母の仲介によって和解し、和解後、義宣は資金面などで貞隆の御家再興に積極的に援助を行った。元和6年（1620年）死去、享年38。

### 岩城貞隆浅草御浪人中随身諸士名元覚の四十二士
寛永2年（1625年）に記された『岩城貞隆浅草御浪人中随身諸士名元覚』には、浅草浪人中の貞隆に随従した家臣・四十二士の名がある。
好間兵部大輔、佐久間総右衛門、大館帯刀、高橋五郎右衛門、大塚内蔵頭、鵜沼主馬、服部監物、新妻久左衛門、中山采女、佐藤右近、加瀬太郎兵衛、古宇田新助、秋山采女、中山主殿、八嶋宮内、諸橋玄蕃、大館備前、駒木根茂兵衛、志賀八左衛門、小泉九郎左衛門、小河甲斐守、白土右馬助、鵜沼彦右衛門、戸嶋重右衛門、同九郎兵衛、同　右衛門、半田佐左衛門、塩　左馬助、大平新左衛門、駒木根七郎右衛門、田中蔵人、四倉下野、富岡伝七、白土孫七、鵜沼図書、白石又右衛門、大須賀織部、志賀内記、斎藤兵左衛門、長谷左門、三浦七兵衛、志賀太郎左衛門

## 系譜
父母
- 佐竹義重（実父）
- 宝寿院 ー 伊達晴宗の娘（実母）
- 岩城常隆（養父）

正室
- 相馬義胤の娘（正室）

子女
- 岩城吉隆（佐竹義隆）（長男）生母は正室
- 佐竹義直室
- 天教院 ー 黒田長興正室

## 関連書籍
- 河合敦『関ヶ原敗者達の復活戦 負けてもなお生き残る人物とは』グラフ社、2009年、ISBN 4766212924